# Борщовский сельский совет (Тернопольская область)
Борщовский сельский совет (укр. Борщівська сільська рада) — входит в состав
Лановецкого района
Тернопольской области
Украины.
Административный центр сельского совета находится в 
с. Борщовка.

## Населённые пункты совета
- с. Борщовка